# Piotr Jankowski (aktor)
Piotr Jankowski (ur. 19 czerwca 1974 w Nidzicy) – polski aktor teatralny, filmowy i telewizyjny.
W 2000 ukończył studia aktorskie w Państwowej Wyższej Szkole Teatralnej (PWST) w Krakowie.

## Teatr
W teatrze po raz pierwszy pojawił się jeszcze jako student szkoły teatralnej w 1999 roku, na deskach krakowskiego Starego Teatru im. Heleny Modrzejewskiej w spektaklu Przebudzenie wiosny Franka Wedekinda.
W latach 2000–2001 był aktorem warszawskiego Teatru Narodowego, potem przez rok nie miał nigdzie etatu. Od 2002 roku gra w Teatrze Wybrzeże w Gdańsku.

### Spektakle teatralne
Stary Teatr im. H. Modrzejewskiej
- 1999 – Przebudzenie wiosny jako Otton (reż. Paweł Miśkiewicz)

PWST w Krakowie
- 2000 – Letnicy - opowieść jako Jakub Pietrowicz Szalimow (reż. G. Castellanos, M. Grota)

Teatr Bückleina w Krakowie
- 2000 – Idiota (reż. Anna Trojanowska)

Teatr Narodowy w Warszawie
- 2000 – Noc listopadowa jako Ludwik Nabielak (reż. Jerzy Grzegorzewski)
- 2001 – Na czworakach jako Uczestnik wycieczki (reż. Kazimierz Kutz)

Teatr Dramatyczny w Warszawie
- 2001 – Alicja w krainie czarów jako Kot (reż. Tomasz Hynek)

Teatr Wybrzeże w Gdańsku
- 2002 – Beczka prochu (reż. Grażyna Kania)
- 2002 – Mewa jako Trieplew (reż. Grzegorz Wiśniewski)
- 2003 – Tequila, monodram (reż. A. Trojanowska)
- 2003 – Matka (reż. G. Wiśniewski)
- 2003 – Czułostki (reż. G. Kania)
- 2004 – Nasi (reż. A. Trojanowska)
- 2005 – From Poland with love (reż. Michał Zadara)
- 2005 – Koleżanki jako Bernard (reż. Grzegorz Chrapkiewicz)
- 2005 – Wesele jako Poeta (reż. Rudolf Zioło)
- 2006 – Parawany jako Said (reż. Krzysztof Babicki)
- 2006 – Tytus Andronikus jako Aaron (reż. Monika Pęcikiewicz)
- 2007 – Spalenie matki jako Karol, także asystent reżysera (reż. Michał Kotański)
- 2008 – Loretta jako Dave (reż. Michał Kotański)
- 2008 – Wiele hałasu o nic jako Benedick (reż. Adam Orzechowski)

Teatr Telewizji
- 2006 – Inka 1946 jako Anderman (reż. Natalia Koryncka-Gruz)

### Nagrody
- 2003 – Złota Kareta redakcji dziennika „Nowości” w Toruniu, nagroda na XIII Międzynarodowym Festiwalu Teatralnym „KONTAKT” za rolę Trieplewa w Mewie Czechowa
- 2003 – Nagroda Teatralna marszałka województwa pomorskiego za debiut w Teatrze Wybrzeże za rolę Trieplewa w Mewie
- 2004 – Najlepszy Aktor – nagroda za role teatralne w sezonie 2003/2004: Trieplewa w Mewie i role w Czułostkach Sergiego Belbela
- 2007 – nagroda na 47. Kaliskich Spotkaniach Teatralnych za rolę Karola w przedstawieniu Spalenie matki[1]

## Filmografia
- 2000: Szczęśliwy człowiek jako Jan Sosnowski
- 2005: Solidarność, Solidarność... (Obsada aktorska)
- 2006: Kryminalni jako "Komar" (odc. 52 i 53)
- 2006: Fala zbrodni jako Krzysztof Skorek "Damian" (odc. 50)
- 2007: Plebania jako lekarz
- 2007–2020: Barwy szczęścia jako Piotr Walawski, były mąż Marty
- 2008: Twarzą w twarz jako Konrad Guc, oficer ABW (Seria II)
- 2008: Trzeci oficer jako "Rezus"
- 2009: Królowa śniegu jako Śruba
- 2010–2011: Usta usta jako Marcin, szef Julii (odc. 25 i 32)
- 2010: Krzysztof jako Maciej Barski, narzeczony Doroty
- 2010: Nowa jako doktor Marek Żmuda (odc. 4)
- 2011: Ojciec Mateusz jako Roman Madej (odc. 74)
- 2011: Instynkt jako Arek Kosel "Dobrodziej" (odc. 11)
- 2012: Prawo Agaty jako Marcin Brożek (odc. 18)
- 2012: Paradoks jako psychiatra Biernacki (odc. 3)
- 2012: Komisarz Alex jako Artur Sawik (odc. 23)
- 2013: Wałęsa. Człowiek z nadziei jako wartownik w Arłamowie
- 2013–2014: To nie koniec świata jako Janusz Łyczkowski, były narzeczony Anki
- 2013–2014: Lekarze jako psycholog Andrzej Nowisz
- 2013: Hotel 52 jako Marek Kubacki
- 2014: Zbrodnia jako podkomisarz Mańkowski
- 2015–2016, od 2020: Na Wspólnej jako Adrian Baliszewski
- 2015, od 2017: O mnie się nie martw jako Philippe Bonnet, ojciec Helenki
- 2015: Na dobre i na złe jako Szymon (odc. 586)
- 2016: Komisarz Alex jako Krzysztof, ojciec Kasi (odc. 101)
- 2016–2018: Szpital dziecięcy jako ratownik
- 2018: Kto napisze naszą historię jako Hersz Wasser
- 2018: Ojciec Mateusz jako Istvan Molnar, partner Darii (odc. 249)
- 2022: Przyjaciółki jako Łukasz
- od 2023: Komisarz Alex jako  Robert (od odc. 251)